# 道台桥镇
道台桥镇是中国黑龙江省哈尔滨市依兰县下辖的一个镇，位于依兰县城东南部。

## 行政区划
桥头溪乡下辖以下地区：
道台桥村、平原村、兴隆山村、东合发村、一心村、林家村、卡伦村、赵家村、头站村、周玉堂村、永丰村、富民村、北安村、爱国村、新民村、保田村、保安村、三安村、六合村、长胜村、繁荣村和联民村。